# Корнелюк, Игорь Евгеньевич
И́горь Евге́ньевич Корнелю́к (бел. Ігар Яўгенавіч Карнялюк; род. 16 ноября 1962, деревня Волынка, Брестский район, Брестская область (с 1990-х годов — в составе Бреста), Белорусская ССР, СССР) — советский и российский певец, композитор и телеведущий. Заслуженный деятель искусств Российской Федерации (2007).

## Биография

### Происхождение
- Дед — Касьян Григорьевич Корнелюк — жил в деревне Заказанка на берегу Западного Буга в Брестской области, владел землёй до прихода советской власти в 1939 году, после чего отдал свои земли государству, пошёл работать в железнодорожное депо, избежал раскулачивания[3][4].
  - Отец — Евгений Касьянович Корнелюк (1933—2012) — работал манёвровым диспетчером в западном парке центрального района станции Брест-Восточный с 1959 года по 1988 год. Отец любил петь, имел хороший голос, но после трёх инсультов и двух инфарктов целых восемнадцать лет не мог разговаривать. Умер от сердечного приступа[4][5].
  - Мать — Нина Афанасьевна Корнелюк (1938 — 16.11.2014 или 16.11.2015), передача «Судьба человека» (выпуск 07.06.2019) — по образованию инженер, любила шить и петь[6][7][8][9].
    - Старшая сестра — Наталья Евгеньевна Корнелюк (1959) — окончила музыкальную школу по классу скрипки и отделение хорового дирижирования Брестского музыкального училища по специальности: учитель музыки, сольфеджио, артист сцены и руководитель хора. Работает в школе в Бресте, руководит несколькими ансамблями. Песню «Я верю» Игорь посвятил своей сестре[7].

Родители участвовали в передаче «Пусть говорят» с Андреем Малаховым, передача посвящалась 49-летию их сына.

### Ранние годы
Родился 16 ноября 1962 года в деревне Волынка Брестского района Брестской области (с 1990-х годов — в составе Бреста). В возрасте шести лет начал учиться в музыкальной школе. Учился в Бресте в средней школе № 4, с 12 лет играл в ансамбле на ионике в Брестском Дворце культуры на танцах.
После восьми классов в сентябре 1977 года поступил в Брестское музыкальное училище в класс композитора и музыканта Марка Русина, который писал музыку для Брестского драматического театра. В 1978 году переехал из Бреста в Ленинград к родственникам.
С 1978 года по 1982 год учился в музыкальном училище при Ленинградской консерватории имени Н. А. Римского-Корсакова на теоретико-композиторском факультете. Окончил с отличием и поступил в консерваторию.
С 1982 по 1987 годы учился в Ленинградской консерватории по классу композиции (профессора В. А. Успенского).
Женился, когда был студентом консерватории, во время обучения на первом курсе родился сын Антон. После рождения сына зарабатывал, исполняя песни на свадьбах.

### Карьера
На него как на композитора повлияли творчество Queen, джаз, «Могучая кучка». Как сочинитель начинал с музыки для театральных спектаклей («Трубач на площади» в Академическом театре драмы, 1982, «Крестики-нолики», Театр комедии, 1985 и др.).
С 1985 по 1986 год сотрудничал с театром «Эксперимент» под руководством Виктора Харитонова. С 1986 года по 1988 год работал музыкальным руководителем Ленинградского театра «Буфф» и сочинял для него музыку.
В 1985 году записал первую пластинку: фирма «Мелодия» выпустила миньон «Мальчик с девочкой дружил» (на стихи Сергея Михалкова) в исполнении Альберта Асадуллина.
С песней Корнелюка «Узнай» Анне Вески стала лауреатом фестиваля в Сопоте, песня «Не со мной» принесла певице Светлане Медяник второе место на ТВ-конкурсе «Юрмала-1986».
В 1988 году Корнелюк начал сольную карьеру в телепрограмме «Музыкальный ринг», впервые вышел в финал фестиваля «Песня года — 1988». Самые известные песни — «Дожди», «Билет на балет», «Возвращайся», «Мало ли», «Дым», «Милый».
Написал оперу для детей «Тяни-Толкай, или Айболит со Зверинской улицы» (Мюзик-холл, 1988), музыку к фильму «Музыкальные игры» («Ленфильм», 1988).
В 1988 году Игорь Корнелюк представляет свою первую сольную программу в зале «Дружба» в Лужниках в Москве и в БКЗ «Октябрьский» в Санкт-Петербурге.
Его песни исполняли Михаил Боярский — «Ходим по Парижу» (слова Сергея Данилова), «Встреча» (слова Регины Лисиц); Анне Вески — «Гороскоп», «Узнай», «Я не понимаю, что со мной», «Обезьяна», «Дом-звезда», «Пора домой»; Евгений Александров и Е. Спиридонова — «Милый»; Эдита Пьеха — «Белый вечер»; кабаре-дуэт «Академия» — «Я обиделась»; Филипп Киркоров — «Примета», «Давай помиримся».
В 1990 году снялся в фильме «Куд-куд-куда, или Провинциальные истории с интермедиями и дивертисментом в финале», в 1992 году был снят фильм «Пусть говорят» о его творчестве.
Автор музыки к фильмам «Бандитский Петербург», «Мастер и Маргарита», «Идиот», «Русский перевод», «Тарас Бульба», а также телесериалам «Легенда о Тампуке» и «Небо и земля»
В 1999—2000 годах вёл программу «Папа, мама, я — спортивная семья» на телеканале РТР, в которой исполнял песню «Про семью» из альбома «Привет, а это Корнелюк!».
В 2013 году песня «Про семью» стала исполняться в программе «Наш выход».
18 мая 2014 года был членом жюри в шоу «Один в один».
В 2022 году — наставник телешоу «Голос. 60+».

### Личная жизнь
Болен сахарным диабетом.
С 2002 года постоянно проживает в частном доме в городе Сестрорецке. 9 июля 2015 года Муниципальным советом города Сестрорецка Игорю Корнелюку было присвоено звание «Почётный житель города Сестрорецка».
Жена (с лета 1982) — Марина Корнелюк (род. в 1962 г.) — хоровик-дирижёр, музыкант, директор Игоря Корнелюка с 2000 года.
Сын Антон Корнелюк (род. в 1983 г.) учился в 2008 году в Санкт-Петербургском университете информационных технологий, механики и оптики. В настоящее время — программист. Ведёт непубличный образ жизни.

### Общественная позиция
Игорь Корнелюк поддержал военное вторжение России на Украину.

## Творчество

### Песни
Автор более двухсот популярных песен. Как композитор и автор-исполнитель написал музыку и исполнил следующие песни:
- «Белый вечер»
- «Билет на балет»
- «Будем танцевать»
- «Возвращайся»
- «Город, которого нет»
- «Город за окном»
- «Дожди»
- «Дым»
- «Клёво»
- «Лунная дорога»
- «Маленький дом»
- «Мало ли…»
- «Месяц май»
- «Милый» (вместе с Еленой Спиридоновой)
- «Насовсем»
- «Ничего не поделать»
- «Обезьяна»
- «Последняя глава»
- «Пора домой»
- «Сто лет спустя»
- «Ходим по Парижу»
- «Я вернулся, мама»
- «Я верю»
- «Я не могу так жить»

Песни, исполненные другими
- Альберт Асадуллин — «Мальчик с девочкой дружил» (стихи Сергея Михалкова)
- Кабаре-дуэт «Академия» — «Я обиделась» (стихи Регины Лисиц)[20]
- Анне Вески — «Гороскоп», «Узнай», «Я не понимаю, что со мной», «Обезьяна», «Дом-звезда», «Пора домой»
- Михаил Боярский — «Ходим по Парижу» (слова Сергея Данилова), «Встреча» (стихи Регины Лисиц)
- Светлана Медяник — «Не со мной»
- Филипп Киркоров — «Примета», «Давай помиримся»
- Эдита Пьеха — «Белый вечер» (стихи Регины Лисиц)

### Дискография

#### Студийные альбомы
- 1989 — «Билет на балет» (LP)
- 1990 — «Подожди» (LP, MC)
- 1993 — «Я не могу так жить» (CD, MC)
- 1998 — «Привет, а это Корнелюк!» (CD)

#### Саундтрек-альбомы
- 2001 — «„Бандитский Петербург“. Музыка к кинофильму» (CD, MC)
- 2010 — «Музыка к фильму „Мастер и Маргарита“» (СD, стриминг)
- 2010 — «Музыка к фильму „Тарас Бульба“» (CD, стриминг)

#### Сборники
- 1994 — «Мои любимые песни» (CD, MC)
- 1995 — «Сборник лучших песен Игоря Корнелюка» (CD) (Издание для Германии)
- 2000 — «Игорь Корнелюк. Звёздная коллекция» (CD, MC)
- 2002 — «Grand Collection» (CD, MC)
- 2003 — «Лучшие песни» (CD, MC)
- 2003 — «Любовное настроение» (CD)
- 2004 — «Лучшие песни» (CD)
- 2004 — «Любимые песни. RU» (CD)

- 2010 — «Песни из фильмов. Избранное» (CD, стриминг)
- 2013 — «Best Songs» (Стриминг)
- 2014 — «Избранное. Vol. 1-3» (Стриминг)
- 2022 — «Всё лучшее в одном» (Стриминг)

### Саундтреки
Кино
- 1989 — «Музыкальные игры»
- 1990 — «Короткая игра»
- 1990 — «Куд-куд-куда, или провинциальные истории с интермедиями и дивертисментом в финале»
- 1992 — «Пусть говорят»
- 2000—2005 — «Бандитский Петербург» (7 сезонов, всего 54 серий)
- 2000 — «Старые песни о главном. Постскриптум»
- 2003 — «Идиот» (10 серий)
- 2004 — «Повторение пройденного» (6 серий, в сокращённом варианте — 4 серии)
- 2004 — «Честь имею» (4 серии)
- 2004 — «Небо и земля» (16 серий)
- 2005 — «Легенда о Тампуке» (8 серий)
- 2005 — «Мастер и Маргарита» (10 серий)
- 2006 — «Русский перевод» (8 серий)
- 2006 — «Терминал» (12 серий)
- 2006 — «Голландский пассаж» (12 серий)
- 2007 — «Расплата» (12 серий)
- 2009 — «Тарас Бульба»
- 2009 — «Правосудие волков» («Мика и Альфред»)
- 2009 — «Сорок третий номер» (8 серий)
- 2010 — «Если небо молчит» (4 серии)
- 2012 — «Поклонница»
- 2014 — «Чужая война» (4 серии)

Театр
- 1982 — «Трубач на площади» (Ленинградский Пушкинский театр)
- 1985 — «Крестики-нолики» (Театр комедии)
- 1988 — «Тяни-Толкай, или Айболит со Зверинской улицы», опера для детей (Мюзик-Холл)
- 1996 — «Страсти по Мольеру» (Театр комедии)[12]
- 2013 — «Последнее китайское предупреждение» (Молодёжный театр на Фонтанке).
- 2021 — «Кабала святош. Мольер» (Молодёжный театр на Фонтанке).
- 2024 — «FAUST» (театр ЛДМ)

### Фильмография
- 1988 — Штаны — камео
- 1998 — Улицы разбитых фонарей (Дело № 1999) — камео
- 2000 — Тайны следствия 1 (Гроб на две персоны) — камео
- 2021 — Полицейское братство (20 серия) — камео